# WNT7B
WNT7B (англ. Wnt family member 7B) – білок, який кодується однойменним геном, розташованим у людей на короткому плечі 22-ї хромосоми. Довжина поліпептидного ланцюга білка становить 349 амінокислот, а молекулярна маса — 39 327.
| 10         |  | 20         |  | 30         |  | 40         |  | 50         |
| ---------- |  | ---------- |  | ---------- |  | ---------- |  | ---------- |
| MHRNFRKWIF |  | YVFLCFGVLY |  | VKLGALSSVV |  | ALGANIICNK |  | IPGLAPRQRA |
| ICQSRPDAII |  | VIGEGAQMGI |  | NECQYQFRFG |  | RWNCSALGEK |  | TVFGQELRVG |
| SREAAFTYAI |  | TAAGVAHAVT |  | AACSQGNLSN |  | CGCDREKQGY |  | YNQAEGWKWG |
| GCSADVRYGI |  | DFSRRFVDAR |  | EIKKNARRLM |  | NLHNNEAGRK |  | VLEDRMQLEC |
| KCHGVSGSCT |  | TKTCWTTLPK |  | FREVGHLLKE |  | KYNAAVQVEV |  | VRASRLRQPT |
| FLRIKQLRSY |  | QKPMETDLVY |  | IEKSPNYCEE |  | DAATGSVGTQ |  | GRLCNRTSPG |
| ADGCDTMCCG |  | RGYNTHQYTK |  | VWQCNCKFHW |  | CCFVKCNTCS |  | ERTEVFTCK  |

A: Аланін

C: Цистеїн

D: Аспарагінова кислота

E: Глутамінова кислота

F: Фенілаланін

G: Гліцин

H: Гістидин

I: Ізолейцин

K: Лізин

L: Лейцин

M: Метіонін

N: Аспарагін

P: Пролін

Q: Глутамін

R: Аргінін

S: Серин

T: Треонін

V: Валін

W: Триптофан

Кодований геном білок за функцією належить до білків розвитку. 
Задіяний у такому біологічному процесі, як сигнальний шлях Wnt. 
Локалізований у позаклітинному матриксі.
Також секретований назовні.